# Jérôme Galloni d'Istria
Jérôme Galloni d'Istria (Olmeto, 20 gennaio 1815 – Olmeto, 14 aprile 1890) è stato un politico bonapartista francese.
Nominato consigliere della prefettura di Ajaccio, in Corsica, nel 1848, fu segretario generale della medesima prefettura e divenne poi viceprefetto di Bastia. Si dimise alla caduta del secondo impero francese e nel 1871 venne eletto quale deputato alla camera per la Corsica nelle file dei bonapartisti. Divenne senatore per la Corsica dal 1876 al 1885 e militò nel gruppo parlamentare dell' Appel au peuple, distinguendosi in particolare per la vivacità dei suoi interventi al governo. Fu consigliere generale del cantone d'Olmeto.